# Los Ramones (kommun)
Los Ramones är en kommun i Mexiko.   Den ligger i delstaten Nuevo León, i den centrala delen av landet, 700 km norr om huvudstaden Mexico City.
Följande samhällen finns i Los Ramones:
- Hidalgo
- Los Ramones
- Altamira
- Garza González
- Lomas